# 톰 캐버나
톰 캐버나(Tom Cavanagh, 1963년 10월 26일 ~ )는 캐나다의 배우이다.

## 출연 작품

### 영화
- 핑크빛 살인 (1995, A Vow to Kill)
- 신비의 호수 (1995, Magic in the Water)
- Honeymoon (1997)
- 뱅, 뱅, 넌 죽었다 (2002, Bang Bang You're Dead)
- Alchemy (2005)
- 요기 베어 (2010) - 애니메이션
- Trading Christmas (2011)
- El inventor de juegos (2014)
- 400 데이즈 (2015)

### 텔레비전
- 제3의 눈 (1995, 1999)
- 더 데일리 쇼 (2001-03) - 본인
- 일라이 스톤 (2008-09)
- 플래시 (2014-23)